# Годой, Лье
Микель Сенекорта Годой (исп. Mikel Cenecorta Godoy, более известный как Лье Годой, исп. Lle Godoy; 5 января 1996, Бильбао) — испанский актёр, режиссёр и художник.

## Биография
С детства (6 лет) занимался танцами, увлекался фотографией (особенно фэшн) и кино. Из Страны Басков переехал в Париж, не достигнув совершеннолетия, без опыта работы и не умея говорить по-французски. Именно там он завязал отношения, которые вскоре переросли в дружбу, с Эдуардо Касановой, который, осознав его потенциал, пригласил его присоединиться к актёрскому составу своего режиссёрского дебюта «Кожа».
Выбрал себе имя Лье, о чём говорит так: «Это не вымышленный персонаж, это далеко не так, но в каком-то смысле это имя, которое я выбрал, чтобы иметь возможность делать всё, что я хотел». Страдает редким генетическим заболеванием, из-за чего его внешность приобрела существенные изменения.
После участия в многих коллективных выставках открыл свою первую индивидуальную выставку «* В коликах» в галерее Aldama Fabre в родном Бильбао в декабре 2020 года. Основные материалы его работ — смола и хирургическая сталь.
В качестве режиссёра в 2021 году снял фильм «Помещённая» (исп. Encajada) при участии актрис Милы Эспиги и Ане Гуисасолы. Лента получила приз жюри за лучший баскский короткометражный фильм, а также награды за лучшую женскую роль и зрительских симпатий на Фестивале фантастических фильмов в Бильбао и была оценена кинокритиком El Correo Оскаром Белатеги как «причудливая». Тогда же принял участие в испанском хорроре «Бабушка» (в титрах Микель Годой). Художественный руководитель проекта о моде JC Pajares, представленного на фестивале Mercedes-Benz Fashion Week Madrid. Работал в журналах Neo2 и ID Spain. Также неоднократно сотрудничал с брендом Balenciaga.

## Оценки
Художественное творчество Годоя было отмечено стипендией Фонда «БильбаоАрте» и стипендией Совета провинции Бискайя. В 2020 году он занял второе место на конкурсе молодого искусства Ла-Риохи.
По мнению автора журнала о культуре и искусстве NOIZ Agenda Гараси Веласко, творчество Годоя имеет гипнотический эффект и вызывает привыкание сродни наркотическому. Анхель Таранилья из Neo2 Magazine отмечает, что Годой в своём искусстве добивается в первую очередь визуального эффекта воздействия на публику: «Его произведения отходят от строго фигуративного подхода и идут дальше, углубляясь в эстетику изображения как сообщения, без необходимости пустых фраз или элементов, отвлекающих от интенциональности». В своих работах он поднимает темы уродства, люмпенства, болезней, психических расстройств, социальной изоляции. Давид Аларкон (Metal Magazine) пишет: «Годой не принадлежит академическому миру. Его также не интересуют классические теории или навязанные каноны. Усилия Лье Годоя направлены на поиск собственного кода, с помощью которого он мог бы выражать себя свободно и искренне, давая свободу своим заботам — и отвечая на свои внутренние вопросы — посредством искусства, будь то изображения, скульптуры ли артефакты».

## Фильмография

### Актёр
- 2016 — Прости меня, моя любовь — Виктор
- 2017 — Кожа — Микель
- 2021 — Бабушка — представитель агентства

### Режиссёр
- 2021 — Помещённая

Клипы
- 2021 — Delaporte: Las Montañas (совместно с Эдуардо Касановой)[2]